# Mourecotelles andinus
Mourecotelles andinus là một loài Hymenoptera trong họ Colletidae. Loài này được Ruiz mô tả khoa học năm 1939.